# Orikumi

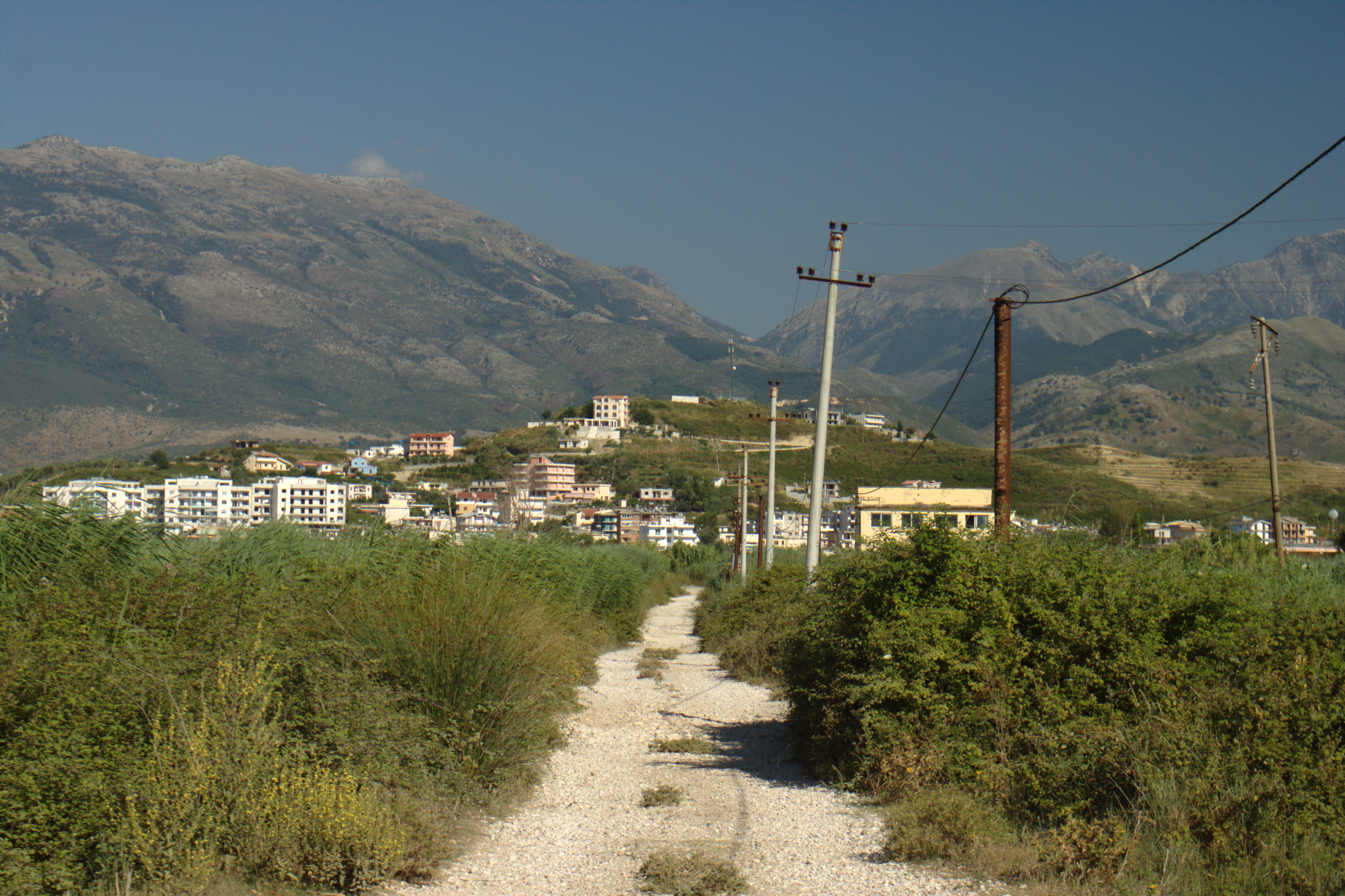
Pohled na město

Orikumi je město ležící v Albánii. Nese název podle starověkého řeckého města, které se nacházelo na břehu Jónského moře. Rozkládá se jižně od města Vlora, na hlavním silničním tahu směrem k Sarandě. V jeho blízkosti se nachází poloostrov Karaburun, kde leží námořní vojenská základna Pasha-Liman, v jejímž areálu se nachází vykopávky původního města.

## Historie
Pod názvem Oricum bylo založeno řeckými kolonisty již v 7. či 6. století př. n. l. Za dob Turků bylo město přejmenováno na Pashaliman, dnes nese název Orikumi a má 6 358 obyvatel.